# Mai 1574

## Naissances
6 mai
- Innocent X (mort le 7 janvier 1655), 236e pape, de 1644 à 1655

14 mai
- Francesco Rasi (mort le 30 novembre 1621), compositeur et chanteur italien
- Daniel Dumonstier (mort le 22 juin 1646), dessinateur et peintre français

24 mai
- Sagara Yorifusa (mort le 13 juin 1636), daimyo (seigneur japonais) de la période Sengoku

## Décès
3 mai
- Giovanni Ricci (1498-1574) (né le 1er novembre 1498), cardinal italien

4 mai
- Asakura Kageaki (né en 1529), samouraï

15 mai
- Gabriel Le Veneur de Tillières (né vers 1517), ecclésiastique qui fut évêque d'Évreux de 1532 à 1574

18 mai
- Albertus Risaeus (né en 1510), réformateur

30 mai
- Charles IX (né le 27 juin 1550), roi de France de 1560 à 1574